# はさみとぎ
「はさみとぎ」は、1965年4月 - 5月にNHKの『みんなのうた』で紹介された楽曲。作詞：中山知子、編曲：小森昭宏、歌：友竹正則と杉並児童合唱団。

## 概要
原曲はイタリアの民謡。朝から元気良く鋏の研ぎの商売をする男の様子を歌った歌。放送では途中に間奏が加わり、コーダ部分は一部短縮された。映像は既に常連となった久里洋二製作のモノクロアニメ。なお久里は初参加の1961年8月 - 9月放送の『プンプンポルカ』（歌：芦野宏）以来、毎回アニメ映像を製作していたが、ここで一旦途切れ、その後は断続的に参加する。
初放送から9年弱後の1974年2月 - 3月には、友竹らの歌はそのままに、カラーアニメ映像にリメイク、アニメは引き続き久里が担当したが、主人公の鋏研ぎの男のキャラは一新した（モノクロでは小太りキャラだが、カラーでは長身キャラに）。
1965年12月31日放送の『みんなのうた特集』でモノクロ版を放送、また1991年放送の「特集みんなのうた 30年～787曲の思い出～」においてカラー版が20秒程度放送された以外に、双方とも全編の再放送がされてこなかったが、2003年に行われた企画『なつかしのみんなのうた』の一環として、同年10月 - 11月に地上波でモノクロ版が実に38年半ぶりの再放送、その後2013年6月 - 7月にも再放送された。またこの間には衛星第2テレビでも、2006年8月12日・同年12月7日・2007年1月2日の3回に渡って再放送された。一方のカラー版は「みんなのうた発掘プロジェクト」により映像が提供され、2015年4月 - 5月に41年ぶりに再放送となる（ニュープリント）。
なおDVD-BOX版「みんなのうた」には、DISC3にモノクロ版が収録、カラー版は未収録である。